# ACS 셉시 OSK 스픈투게오르게
ACS 셉시 OSK 스픈투 게오르게(루마니아어: Asociația Club Sportiv Sepsi OSK Sfântu Gheorghe)는 스픈투게오르게를 연고로 하는 루마니아의 축구 클럽이다. 흔히 셉시 스픈투게오르게, 셉시 OSK 혹은 짧게 셉시로 알려져있다. 현재 리가 I에 속해있으며 2016-17 시즌을 루마니아 2부 리그인 리가 II에서 2위로 마감하여 승격하였다.

## 역사
셉시 스픈투게오르게는 올툴 스픈투게오르게의 해체 이후 스픈투게오르게의 축구 전통을 잇기 위해 2011년 창단 되었다. 이 클럽은 창단부터 올툴의 정신을 계승하였는데 그래서 명칭에서 OSK는 Oltul Sport Klub의 약자이다.

## 경기장
5,000석 규모의 스타디오눌 무니치팔 (스픈투 게오르게)에서 경기를 했으나 리가 I 승격 이후로는 경기장이 허가 조건을 충족시키지 못하여 브라쇼브에 있는 스타디오눌 실비우 플로에슈타누에서 경기를 하도록 강요받았다.

## 선수 명단

### 현역
참고: FIFA 자격 규정에 따라 소속된 국가대표팀 국기를 표시합니다. 선수는 복수의 FIFA 비회원국 국적을 가지고 있을 수 있습니다.
| 번호 | 포지션 | 국적 | 이름          |
| ---- | ------ | ---- | ------------- |
| 18   | MF     |      | 다비드 쉬게르 |

| 번호 | 포지션 | 국적       | 이름                |
| ---- | ------ | ---------- | ------------------- |
| 82   | DF     | 슬로바키아 | 브라니슬라프 니나이 |

## 역대 감독
| 감독            | 임기        |
| --------------- | ----------- |
| 베른트 슈토르크 | 2023 ~ 2024 |